# Nati nel 1957/Giugno
| Questa pagina contiene informazioni ricavate automaticamente dalle voci biografiche con l'ausilio del template Bio e di un bot. L'aggiornamento è periodico e automatico e ricostruisce completamente la pagina. Se manca una persona in questa lista, sei pregato di non aggiungerla, ma accertati piuttosto che la sua voce biografica contenga il template Bio e che i dati anagrafici siano correttamente compilati. Se il template Bio manca, inseriscilo tu stesso o, in alternativa, metti l'avviso {{tmp\|Bio}} che ne segnala la mancanza. Se i dati riportati sono sbagliati, correggi direttamente la voce biografica; le modifiche saranno visibili in questa lista entro pochi giorni. Per chiarimenti vedi il progetto biografie. La lista contiene solo le 279 persone che sono citate nell'enciclopedia e per le quali è stato implementato correttamente il template Bio. Pagina aggiornata al 18 ago 2025. |

- 1º giugno - Tullio Avoledo, scrittore italiano
- 1º giugno - Dino Galparoli, ex calciatore italiano
- 1º giugno - John C. Hartigan, effettista statunitense († 2024)
- 1º giugno - Carlos Kiese, allenatore di calcio e ex calciatore paraguaiano
- 1º giugno - Hollis Resnik, attrice statunitense († 2022)
- 1º giugno - Ferid Rragami, ex calciatore albanese
- 1º giugno - Viktor Tjumenev, hockeista su ghiaccio sovietico († 2018)
- 1º giugno - Yasuhiro Yamashita, judoka giapponese
- 2 giugno - Bartabas, regista e coreografo francese
- 2 giugno - Franca Biondelli, politica italiana
- 2 giugno - Gregory A. Boyd, teologo e saggista statunitense
- 2 giugno - Takīs Karatzoulidīs, ex cestista greco
- 2 giugno - Mark Lawrenson, ex calciatore e allenatore di calcio irlandese
- 2 giugno - Franklin Lobos, ex calciatore cileno
- 2 giugno - Luciano Pignataro, giornalista, scrittore e gastronomo italiano
- 2 giugno - Valeria Răcilă, ex canottiera romena
- 2 giugno - Mark Shreeve, compositore britannico († 2022)
- 2 giugno - Giannicola Sinisi, magistrato e politico italiano
- 2 giugno - Silvio Viale, politico italiano
- 2 giugno - Roberto Visentini, ex ciclista su strada e pistard italiano
- 2 giugno - Tomáš Vorel, regista e attore ceco
- 2 giugno - Mustafa al-Shaykh, generale siriano
- 3 giugno - Adriana Astorquiza, ex cestista colombiana
- 3 giugno - Alberto Mario Banti, storico italiano
- 3 giugno - Melanie Beier, ex cestista tedesca
- 3 giugno - Jesús Tirso Blanco, vescovo cattolico e missionario argentino († 2022)
- 3 giugno - Biagio Colaianni, arcivescovo cattolico italiano
- 3 giugno - Ingrid Eberle, ex sciatrice alpina austriaca
- 3 giugno - Mónica Fein, politica e biochimica argentina
- 3 giugno - Donatella Ferranti, politica e magistrata italiana
- 3 giugno - Ali Larijani, politico, filosofo e militare iraniano
- 3 giugno - Clive Mantle, attore britannico
- 3 giugno - Peter de Villiers, allenatore di rugby a 15 e ex rugbista a 15 sudafricano
- 3 giugno - Matt Vogel, ex nuotatore statunitense
- 4 giugno - Paul Artin Boghossian, filosofo statunitense
- 4 giugno - Rudolf Ducký, ex calciatore cecoslovacco
- 4 giugno - Tinsley Ellis, cantante, chitarrista e compositore statunitense
- 4 giugno - Vittorio Frajese, storico italiano
- 4 giugno - Paul Giacobbi, politico francese
- 4 giugno - Peter Houtman, ex calciatore olandese
- 4 giugno - Guillaume LeBlanc, ex marciatore canadese
- 4 giugno - Luca Madonia, cantautore e chitarrista italiano
- 4 giugno - Norbert Nachtweih, ex calciatore tedesco
- 4 giugno - Ezio Riva, ex cestista italiano
- 4 giugno - John Treacy, ex maratoneta e mezzofondista irlandese
- 5 giugno - Gaetano Amato, attore, scrittore e politico italiano
- 5 giugno - Nacho Canut, bassista spagnolo
- 5 giugno - Fernando Giancotti, generale italiano
- 5 giugno - José María Gil Tamayo, arcivescovo cattolico spagnolo
- 5 giugno - Luigi Lucarelli, politico italiano
- 5 giugno - Enrico Ruggeri, cantautore, conduttore radiofonico e conduttore televisivo italiano
- 5 giugno - Scott Waara, attore statunitense
- 6 giugno - Abbas Ahmad Akhoundi, politico iraniano
- 6 giugno - Alfred Arbinger, allenatore di calcio e ex calciatore tedesco
- 6 giugno - Fábio Barreto, regista e attore brasiliano († 2019)
- 6 giugno - Stefano Braschi, ex arbitro di calcio italiano
- 6 giugno - Paulo César Correia de Souza, ex giocatore di calcio a 5 brasiliano
- 6 giugno - Sylvia Eichner, ex nuotatrice tedesca orientale
- 6 giugno - Enrico Giovannini, economista e statistico italiano
- 6 giugno - Ollie Mack, ex cestista statunitense
- 6 giugno - Aleksandr Majorov, ex combinatista nordico russo
- 6 giugno - Ashious Melu, calciatore e allenatore di calcio zambiano († 1997)
- 6 giugno - Egidio Romio, regista televisivo e direttore artistico italiano
- 6 giugno - Walmir José de Almeida, ex giocatore di calcio a 5 brasiliano
- 6 giugno - Stefano Zardini, dirigente sportivo e ex giocatore di curling italiano
- 7 giugno - Giorgio Barchiesi, personaggio televisivo italiano
- 7 giugno - Michael Bowes-Lyon, XVIII conte di Strathmore e Kinghorne, nobile e politico britannico († 2016)
- 7 giugno - Eugenio Dalmasson, allenatore di pallacanestro e dirigente sportivo italiano
- 7 giugno - Juan Luis Guerra, cantante e musicista dominicano
- 7 giugno - Petr Němec, allenatore di calcio e ex calciatore cecoslovacco
- 7 giugno - Jiří Ondra, ex calciatore cecoslovacco
- 7 giugno - Paulo Vítor, ex calciatore brasiliano
- 7 giugno - Roberto Sandalo, terrorista italiano († 2014)
- 7 giugno - Fred Vargas, scrittrice francese
- 7 giugno - Susan Wild, politica statunitense
- 7 giugno - Ho Yu-ih, politico e poliziotto taiwanese
- 7 giugno - Roberto Zanetti, pianista e compositore italiano
- 8 giugno - Scott Adams, fumettista statunitense
- 8 giugno - Dove Attia, produttore discografico e sceneggiatore tunisino
- 8 giugno - Renzo Berti, medico e politico italiano
- 8 giugno - Carmelo Burgio, generale italiano
- 8 giugno - Jorge Higuaín, ex calciatore argentino
- 8 giugno - Dimple Kapadia, attrice indiana
- 8 giugno - Laura Marchetti, antropologa e politica italiana
- 8 giugno - Gianni Mongelli, politico italiano
- 9 giugno - Giorgio Bonino, doppiatore e direttore del doppiaggio italiano
- 9 giugno - Carmen Calvo, politica e giurista spagnola
- 9 giugno - Leo Isolani, pilota automobilistico italiano
- 9 giugno - Adolphe Muzito, politico della Repubblica Democratica del Congo
- 9 giugno - Marco Tasca, arcivescovo cattolico e religioso italiano
- 10 giugno - Peter Barnes, allenatore di calcio e ex calciatore inglese
- 10 giugno - Andrej Bukin, ex danzatore su ghiaccio sovietico
- 10 giugno - Robert Clohessy, attore statunitense
- 10 giugno - Paul Dawkins, cestista statunitense († 2019)
- 10 giugno - Nigel Doughty, imprenditore inglese († 2012)
- 10 giugno - Lindsay Hoyle, politico britannico
- 10 giugno - Gaetano Manzi, ex calciatore e allenatore di calcio italiano
- 10 giugno - Ernesto Talvi, economista e politico uruguaiano
- 10 giugno - Gediminas Vagnorius, politico lituano
- 11 giugno - Francesco Bonini, storico e politologo italiano
- 11 giugno - Gianfranco Dalla Barba, schermidore e neurologo italiano († 2024)
- 11 giugno - Eddy Napoli, cantante italiano
- 11 giugno - Evgenij Dodolev, giornalista e conduttore televisivo russo
- 11 giugno - Thom de Graaf, politico olandese
- 11 giugno - Lorenzo Loris, attore teatrale, drammaturgo e regista teatrale italiano
- 11 giugno - Mary Sawyer, ex tennista australiana
- 11 giugno - Ammar Souayah, allenatore di calcio tunisino
- 12 giugno - Gamal Al-Ghandour, ex arbitro di calcio egiziano
- 12 giugno - Lucia Aliberti, soprano italiano
- 12 giugno - Geri Allen, pianista e compositrice statunitense († 2017)
- 12 giugno - Timothy Busfield, attore e regista statunitense
- 12 giugno - Ho Iat-seng, politico macaense
- 12 giugno - Peter Marshall, attore cinematografico britannico († 1986)
- 12 giugno - Lucie de Lange, attrice, doppiatrice e cantante olandese
- 12 giugno - Geetanjali Shree, scrittrice indiana
- 12 giugno - David Thomson, imprenditore canadese
- 12 giugno - Véronique Trillet-Lenoir, oncologa e politica francese († 2023)
- 13 giugno - André Boonen, ciclista su strada belga
- 13 giugno - Roy Cooper, politico statunitense
- 13 giugno - Rinat Dasaev, dirigente sportivo, allenatore di calcio e ex calciatore sovietico
- 13 giugno - Bruce Flowers, ex cestista statunitense
- 13 giugno - Maria Latella, giornalista, conduttrice televisiva e scrittrice italiana
- 13 giugno - Beth Norton, ex tennista statunitense
- 13 giugno - Maurizio Poncet, dirigente sportivo, ex sciatore alpino e allenatore di sci alpino italiano
- 13 giugno - Jean-Louis Tolot, ex rugbista a 15, imprenditore e politico francese
- 13 giugno - Michele Zarrillo, cantautore e musicista italiano
- 14 giugno - Giovanna Botteri, giornalista italiana
- 14 giugno - Petre Capusta, ex canoista rumeno
- 14 giugno - Mario Caterino, mafioso italiano
- 14 giugno - Chad Cromwell, batterista statunitense
- 14 giugno - Nikolaj Drozdeckij, hockeista su ghiaccio russo († 1995)
- 14 giugno - Stephen Hibbert, attore statunitense
- 14 giugno - Milan Janić, canoista serbo († 2003)
- 14 giugno - Carlotta Mastrangelo, sceneggiatrice italiana
- 14 giugno - Attilio Papis, allenatore di calcio e ex calciatore italiano
- 14 giugno - Jay Roach, regista e produttore cinematografico statunitense
- 14 giugno - Mona Simpson, scrittrice, saggista e anglista statunitense
- 14 giugno - Len Blavatnik, imprenditore, filantropo e produttore cinematografico statunitense
- 14 giugno - Rainer Zitelmann, storico e giornalista tedesco
- 14 giugno - Sergej Želanov, ex multiplista sovietico
- 15 giugno - Dominique Deruddere, regista, sceneggiatore e attore belga
- 15 giugno - Brad Gillis, chitarrista statunitense
- 15 giugno - João Paulo de Lima Filho, ex calciatore brasiliano
- 15 giugno - Igor Sibaldi, scrittore, slavista e drammaturgo italiano
- 16 giugno - Liston Bochette, atleta e bobbista portoricano
- 16 giugno - Ian Buchanan, attore britannico
- 16 giugno - Michael Francis Burbidge, vescovo cattolico statunitense
- 16 giugno - Antonio D'Amato, imprenditore italiano
- 16 giugno - Clio Goldsmith, attrice francese
- 16 giugno - Jordi Hurtado, doppiatore, conduttore radiofonico e conduttore televisivo spagnolo
- 16 giugno - Lee Johnson, ex cestista statunitense
- 16 giugno - Aleksandra Marinina, scrittrice russa
- 16 giugno - Raymond Pettibon, artista statunitense
- 16 giugno - Adri van Tiggelen, allenatore di calcio e ex calciatore olandese
- 16 giugno - Joseph Đặng Đức Ngân, arcivescovo cattolico vietnamita
- 17 giugno - Philip Chevron, chitarrista e cantante irlandese († 2013)
- 17 giugno - Sam Douglas, attore inglese
- 17 giugno - Jon Gries, attore statunitense
- 17 giugno - Joachim Król, attore tedesco
- 17 giugno - Han Kuo-yu, politico taiwanese
- 17 giugno - Phyllida Lloyd, regista cinematografica e regista teatrale britannica
- 18 giugno - Béla Bakosi, ex triplista ungherese
- 18 giugno - Giuseppe Bellini, allenatore di calcio e ex calciatore italiano
- 18 giugno - Ralph Brown, attore e drammaturgo britannico
- 18 giugno - Mauro Conciatori, regista cinematografico italiano
- 18 giugno - Patrick Delamontagne, ex calciatore francese
- 18 giugno - Mona Domosh, geografa statunitense
- 18 giugno - Irene Epple, ex sciatrice alpina tedesca
- 18 giugno - Andrea Evans, attrice statunitense († 2023)
- 18 giugno - Francesco Granato, politico italiano
- 18 giugno - Miguel Ángel Lotina, allenatore di calcio e ex calciatore spagnolo
- 18 giugno - Blažej Mašura, ex cestista e allenatore di pallacanestro cecoslovacco
- 18 giugno - Giancarlo Pivetta, ex rugbista a 15 e allenatore di rugby a 15 italiano
- 18 giugno - Richard Powers, romanziere statunitense
- 18 giugno - Marvin Sims, ex giocatore di football americano statunitense
- 19 giugno - Thomas Benedikter, economista e saggista italiano
- 19 giugno - Jose Araneta Cabantan, arcivescovo cattolico filippino
- 19 giugno - Trent Franks, politico statunitense
- 19 giugno - Subcomandante Marcos, rivoluzionario messicano
- 19 giugno - Karl Walter Lindenlaub, direttore della fotografia tedesco
- 19 giugno - Anna Lindh, politica svedese († 2003)
- 19 giugno - Michael Maloney, attore britannico
- 19 giugno - Tony Richards, batterista statunitense
- 19 giugno - Claudia Peroni, giornalista e conduttrice televisiva italiana
- 19 giugno - Patrizia Rebizzi, chitarrista italiana († 2017)
- 19 giugno - Giampiero Torda, ex cestista italiano
- 19 giugno - Albán Vermes, nuotatore ungherese († 2021)
- 20 giugno - Luciana Montelatici, ex cestista e allenatore di pallacanestro italiana
- 20 giugno - Frank Nemola, trombettista italiano
- 20 giugno - Claudio Norza, regista italiano
- 20 giugno - Alessandra Panelli, attrice italiana
- 20 giugno - Angela Roy, attrice tedesca
- 20 giugno - Koko B. Ware, ex wrestler statunitense
- 20 giugno - Zhang Degui, ex cestista cinese
- 21 giugno - Berkeley Breathed, fumettista, illustratore e sceneggiatore statunitense
- 21 giugno - Mark Brzezicki, batterista e compositore britannico
- 21 giugno - Nino D'Angelo, cantautore, attore e regista italiano
- 21 giugno - Isaac George, attore, comico e personaggio televisivo nigeriano
- 21 giugno - Tapio Piipponen, ex biatleta finlandese
- 21 giugno - Vladimir Romanovskij, canoista sovietico († 2013)
- 21 giugno - Kjell Søbak, ex biatleta norvegese
- 21 giugno - Luis Antonio Tagle, cardinale e arcivescovo cattolico filippino
- 22 giugno - Rodrigo Badilla, ex arbitro di calcio costaricano
- 22 giugno - Stefania Bertelè, ex danzatrice su ghiaccio italiana
- 22 giugno - Bozorius, bassista, produttore discografico e compositore italiano
- 22 giugno - Russ Bray, britannico
- 22 giugno - Scott Campbell, hockeista su ghiaccio canadese († 2022)
- 22 giugno - Daniela Doria, attrice cinematografica e danzatrice italiana
- 22 giugno - Arkadi Ghukasyan, politico karabakho
- 22 giugno - Meglena Kuneva, politica bulgara
- 22 giugno - Keith McCord, ex cestista statunitense
- 22 giugno - Cinzia Monreale, attrice italiana
- 22 giugno - Hawkeye Whitney, ex cestista statunitense
- 22 giugno - Herbert Wursthorn, ex mezzofondista tedesco
- 23 giugno - Jean-François Domergue, allenatore di calcio e ex calciatore francese
- 23 giugno - Cresent Hardy, politico statunitense
- 23 giugno - Charly In-Albon, allenatore di calcio e ex calciatore svizzero
- 23 giugno - Joe Kaeser, manager e imprenditore tedesco
- 23 giugno - David Larible, circense italiano
- 23 giugno - István Lévai, pugile ungherese
- 23 giugno - Frances McDormand, attrice, doppiatrice e produttrice cinematografica statunitense
- 23 giugno - Bob Norster, rugbista a 15, dirigente d'azienda e dirigente sportivo gallese
- 23 giugno - Agostino Roncallo, scrittore e storico della letteratura italiano
- 23 giugno - Carlotta de Bevilacqua, designer e imprenditrice italiana
- 24 giugno - Ilie Bărbulescu, calciatore rumeno († 2020)
- 24 giugno - Anna Broggiato, giornalista italiana
- 24 giugno - Giovanni Buttarelli, funzionario italiano († 2019)
- 24 giugno - Enrico Farinone, politico italiano
- 24 giugno - Giorgio Filograna, musicista e saggista italiano
- 24 giugno - Jean-Pierre Fontenay, ex pilota di rally francese
- 24 giugno - Mark Parkinson, politico, imprenditore e avvocato statunitense
- 24 giugno - Jean-François Vlérick, attore e doppiatore francese
- 25 giugno - Giuseppe Cederna, attore e scrittore italiano
- 25 giugno - Rui Costa Pimenta, giornalista e politico brasiliano
- 25 giugno - Dario Galli, politico italiano
- 25 giugno - William Goh Seng Chye, cardinale e arcivescovo cattolico singaporiano
- 25 giugno - Reggie Johnson, ex cestista statunitense
- 25 giugno - Dieter Kalka, scrittore, cantautore e paroliere tedesco
- 25 giugno - Nick Screnci, ex rugbista a 15, allenatore di rugby a 15 e imprenditore statunitense
- 26 giugno - Pedro Aguado Cuesta, vescovo cattolico spagnolo
- 26 giugno - Andrea Pininfarina, imprenditore italiano († 2008)
- 26 giugno - Jan Schütte, regista e sceneggiatore tedesco
- 26 giugno - Martin Smith, attore e cantante inglese († 1994)
- 26 giugno - Patty Smyth, cantante statunitense
- 26 giugno - Pietro Paolo Virdis, ex calciatore e allenatore di calcio italiano
- 26 giugno - Strauss Zelnick, avvocato e imprenditore statunitense
- 27 giugno - Larry Demic, ex cestista statunitense
- 27 giugno - Gabriella Dorio, ex mezzofondista italiana
- 27 giugno - Erik Hamrén, allenatore di calcio svedese
- 27 giugno - Geir Ivarsøy, informatico norvegese († 2006)
- 27 giugno - Massimo Martelli, autore televisivo e regista italiano
- 27 giugno - Freddie McGregor, cantautore e produttore discografico giamaicano
- 27 giugno - Maurizio Rossi, imprenditore e politico italiano
- 27 giugno - Tom Steyer, imprenditore, filantropo e politico statunitense
- 28 giugno - Lučka Kajfež Bogataj, climatologa slovena
- 28 giugno - Brigitte Christensen, attrice danese
- 28 giugno - Mike Skinner, pilota automobilistico statunitense
- 28 giugno - Georgi Părvanov, politico bulgaro
- 28 giugno - Jim Spanarkel, ex cestista statunitense
- 29 giugno - María Conchita Alonso, attrice e cantante cubana
- 29 giugno - Maurizio Battista, comico, cabarettista e attore italiano
- 29 giugno - Gurbanguly Berdimuhamedow, politico turkmeno
- 29 giugno - Leslie Browne, ballerina e attrice statunitense
- 29 giugno - Paolo De Vita, attore italiano
- 29 giugno - Robert Forster, cantautore e chitarrista australiano
- 29 giugno - Roman Kozak, regista e attore russo († 2010)
- 29 giugno - Ouka Leele, pittrice, fotografa e poetessa spagnola († 2022)
- 29 giugno - Michael Nutter, politico statunitense
- 29 giugno - Sadi Olcay, ex cestista turco
- 29 giugno - Peter Vilfan, ex cestista sloveno
- 29 giugno - Iacopo Volpi, giornalista, conduttore televisivo e telecronista sportivo italiano
- 30 giugno - Andrzej Bryl, artista marziale polacco († 2020)
- 30 giugno - Silvio Capeccia, musicista e compositore italiano
- 30 giugno - Gianfranco Cuttica di Revigliasco, politico italiano
- 30 giugno - Daniel Cámpora, scacchista argentino
- 30 giugno - Silvio Orlando, attore italiano
- 30 giugno - Doug Sampson, batterista britannico
- 30 giugno - Marek Wolf, astronomo ceco
- 30 giugno - Zezé, calciatore brasiliano († 2008)